# Santa María Petapa (kommun)
Santa María Petapa är en kommun i Mexiko.   Den ligger i delstaten Oaxaca, i den sydöstra delen av landet, 500 km sydost om huvudstaden Mexico City.
Följande samhällen finns i Santa María Petapa:
- Santa María Petapa
- Llano Suchiapa
- El Bajío
- Hidalgo Norte
- Barreña
- El Paraíso
- Septune
- San Bartolo
- Lázaro Cárdenas
- Nuevo Progreso
- La Princesa